# Silver (EP)
Silver è un EP del gruppo musicale Jesu, pubblicato nel 2006.

## Tracce
1. Silver – 5:56
2. Star – 3:16
3. Wolves – 3:16
4. Dead Eyes – 3:16

## Formazione

### Gruppo
- Justin Broadrick – voce, chitarra
- Diarmuid Dalton – basso
- Ted Parsons – batteria